# Loma San Juan
Loma San Juan är en ort i Mexiko.   Den ligger i kommunen Tres Valles och delstaten Veracruz, i den sydöstra delen av landet, 300 km öster om huvudstaden Mexico City. Loma San Juan ligger 44 meter över havet och antalet invånare är 225.
Terrängen runt Loma San Juan är mycket platt. Runt Loma San Juan är det ganska tätbefolkat, med 75 invånare per kvadratkilometer. Närmaste större samhälle är Colonia Adolfo Ruiz Cortines, 4,3 km söder om Loma San Juan. Omgivningarna runt Loma San Juan är en mosaik av jordbruksmark och naturlig växtlighet.